# Cuban Link
Cuban Link, de son vrai nom Felix Delgado (né le 18 décembre 1974 à La Havane), est un rappeur américano-cubain. Il est l'un des premiers membres du groupe Terror Squad. Le rap de Cuban Link conjugue le côté street et l'ambiance caribéenne.

## Biographie
Delgado est né le 18 décembre 1974 à La Havane. Il rejoint son père au sud du Bronx à New York en 1980. Malgré la barrière linguistique, il s'intègre rapidement à son environnement. Delgado prend le nom de Cuban Link et s'associe avec les rappeurs Big Pun, Triple Seis et Da Sick One pour former un groupe appelé Full-A-Clips.
Il devient ami avec Triple Seis et Big Pun et rejoint Terror Squad, le groupe de Fat Joe. Flowers For The Dead, en hommage à son ami Big Pun décédé le 7 février 2000 est son premier single solo.
Après quelques années il sera en conflit avec le rappeur Fat Joe (créateur du groupe Terror Squad). À cette période, Cuban Link quitte Terror Squad. Il publie une mixtape, Broken Chains, en 2003 avec DrenStarr et Roy P. Perez. Il rejoint le label discographique indépendant Men of Business en 2005 et publie l'album Chain Reaction. Il contient les singles Sugar Daddy (en featuring avec Mýa) et Scandalous (en featuring avec Don Omar) et mêle reggaeton et hip-hop.

## Discographie
- 1999 : The Album.
- 2000 : 24K.
- 2005 : Chain Reaction.
- 2012 : Chain of Command EP.
- 2012 : Hijo de la Calle.